# Панцырев, Юрий Михайлович
Юрий Михайлович Панцырев (9 мая 1929 — 20 июня 2015) — советский и российский врач-хирург, доктор медицинских наук, профессор, член-корреспондент Российской академии наук (2014; член-корреспондент АМН СССР с 1988 года), лауреат Государственной премии СССР (1987), заслуженный деятель науки Российской Федерации (1996).

## Биография
Окончил 2-й Московский медицинский институт (1952). Был зачислен в клиническую ординатуру кафедры госпитальной хирургии. После её окончания — ассистент кафедры, с 1962 г. доцент, с 1966 г. — профессор.
В 1969—1977 гг. проректор института по научной работе.
В 1974 г. избран на должность заведующего кафедрой госпитальной хирургии № 2 Московского медицинского института им. Н. И. Пирогова, которой заведовал до 2000 г. В этом же году ученым советом РГМУ он избран «Почетным заведующим кафедрой» госпитальной хирургии № 2 и стал заведующим ПНИЛ хирургической гастроэнтерологии и эндоскопии.
С 2000 г. заведующий Проблемной научно-исследовательской лаборатории хирургической гастроэнтерологии и эндоскопии.
В 1986 г. избран членом-корреспондентом Академии медицинских наук СССР, с 1992 г. член-корреспондент Российской академии медицинских наук.
Опубликовал более 300 научных работ, 8 монографий, 9 методических пособий, в том числе:
- «Резекция желудка и гастрэктомия» (1975),
- «Ваготомия при осложненных дуоденальных язвах» (1979),
- «Хирургическое лечение язвенного пилородуоденального стеноза» (1985).

Автор 10 изобретений и редактор 7 тематических сборников научных работ. 
В течение 10 лет являлся председателем экспертного совета ВАКа. Член правления Всероссийского общества хирургов, Российской ассоциации гастроэнтерологов, Международного общества хирургов, член редколлегии ряда медицинских журналов.
Умер в 2015 году. Похоронен на Перепечинском кладбище.

## Научная деятельность
Основное внимание уделял вопросам хирургического лечения патологии органов брюшной полости. Внес большой вклад в проблему диагностики и лечения заболеваний оперированного желудка, разработке, усовершенствованию и внедрению методов хирургического лечения язвенной болезни. Обосновал эффективность органосохраняющих вмешательств в сочетании с различными видами ваготомии при пилородуоденальной язве и ее осложнениях.  Занимался  разработкой новых методов диагностической и лечебной эндоскопии, хирургии желчевыводящих путей и поджелудочной железы, хирургическому лечению заболеваний толстой кишки, острой кишечной непроходимости.

## Награды, премии, почётные звания
- Лауреат Государственной премии СССР 1987 года в области техники.
- Заслуженный деятель науки Российской Федерации (1996).
- Награждён орденами «Знак Почёта», Трудового Красного Знамени, Дружбы народов, медалью «За заслуги перед отечественным здравоохранением».